# 竹村吉右衛門
竹村 吉右衛門（たけむら きちえもん、1900年10月11日 - 1984年6月7日）は、日本の実業家。安田生命保険取締役会長や、同社取締役社長を務め、中興の祖とされた。

## 人物・来歴
秋田県北秋田郡大館町（現・大館市）出身。大館尋常小学校を経て、1918年秋田県立大館中学校（現・秋田県立大館鳳鳴高等学校）卒業。1921年小樽高等商業学校（現・小樽商科大学）卒業。1924年東京商科大学（現・一橋大学）商学部卒業（井浦仙太郎ゼミ）。
大学卒業後、安田銀行に入行。安田銀行金融課長、安田銀行小舟町支店長、安田銀行取締役本店営業部長、日本貯蓄銀行専務取締役などを歴任したが、日本の降伏後、公職追放となる。
1950年安田生命保険取締役会長に復帰。同社中興の祖とされる。1953年安田生命保険取締役社長。1965年藍綬褒章受章。1966年日本経営者団体連盟常任理事、経済団体連合会理事。1969年安田生命保険相談役。1970年如水会理事長。1982年一橋植樹会会長。
在家仏教を唱えて仏教振興財団の理事長なども務め、1979年には仏教伝道文化賞功労賞を受賞した。浅草寺観音本堂再建、延暦寺横川中堂再建、東洋大学再建などにも尽力。勲三等旭日中綬章受章。1984年に没し、増上寺本堂で葬儀が執り行われた。叙従四位、勲二等瑞宝章追贈。同年遺志により郷里大館市に竹村記念公園及び大館市松下村塾が寄贈された。

## 著書
- 『無私の生活』小さな親切運動本部 1984年
- 『人間形成』仏教振興財団 1985年